# ديك برينان
ديك برينان (بالإنجليزية: Dick Brennan)‏ هو صحفي أمريكي، ولد في 1969.